# وراثت (رمان)
وراثت (به انگلیسی Inheritance) عنوان چهارمین و آخرین رمان از مجموعه فانتزی / حماسی وراثت است که در سال ۲۰۱۱ (میلادی) چاپ و توزیع شد.